# شوشونگ، بوتسوانا
۲۳°۰۲′ جنوبی ۲۶°۳۱′ شرقی / ۲۳٫۰۳۳°جنوبی ۲۶٫۵۱۷°شرقی
شوشونگ (به انگلیسی: Shoshong) شهری در ناحیهٔ مرکزی کشور بوتسوانا است که در سال ۲۰۰۰ میلادی ۱۱٬۱۷۶ نفر جمعیت داشته که از این تعداد، ۵٬۵۲۱ نفر مرد و ۵٬۶۵۵ نفر زن بوده‌اند.